# Ngoni (musikinstrument)
Ngoni, även n'goni, är ett traditionellt stränginstrument från Västafrika som påminner om en luta. Det består av en ihålig kropp av trä som är täckt med skinn från get eller nötkreatur och upp till sju strängar. Halsen är rund och saknar greppband. Ngonin spelas med fingrarna, antingen som en luta eller som en gitarr eller banjo och kroppen används som trumma. Strängarna, som vanligen är av fiskelina, är fästa vid halsen med läderremmar.

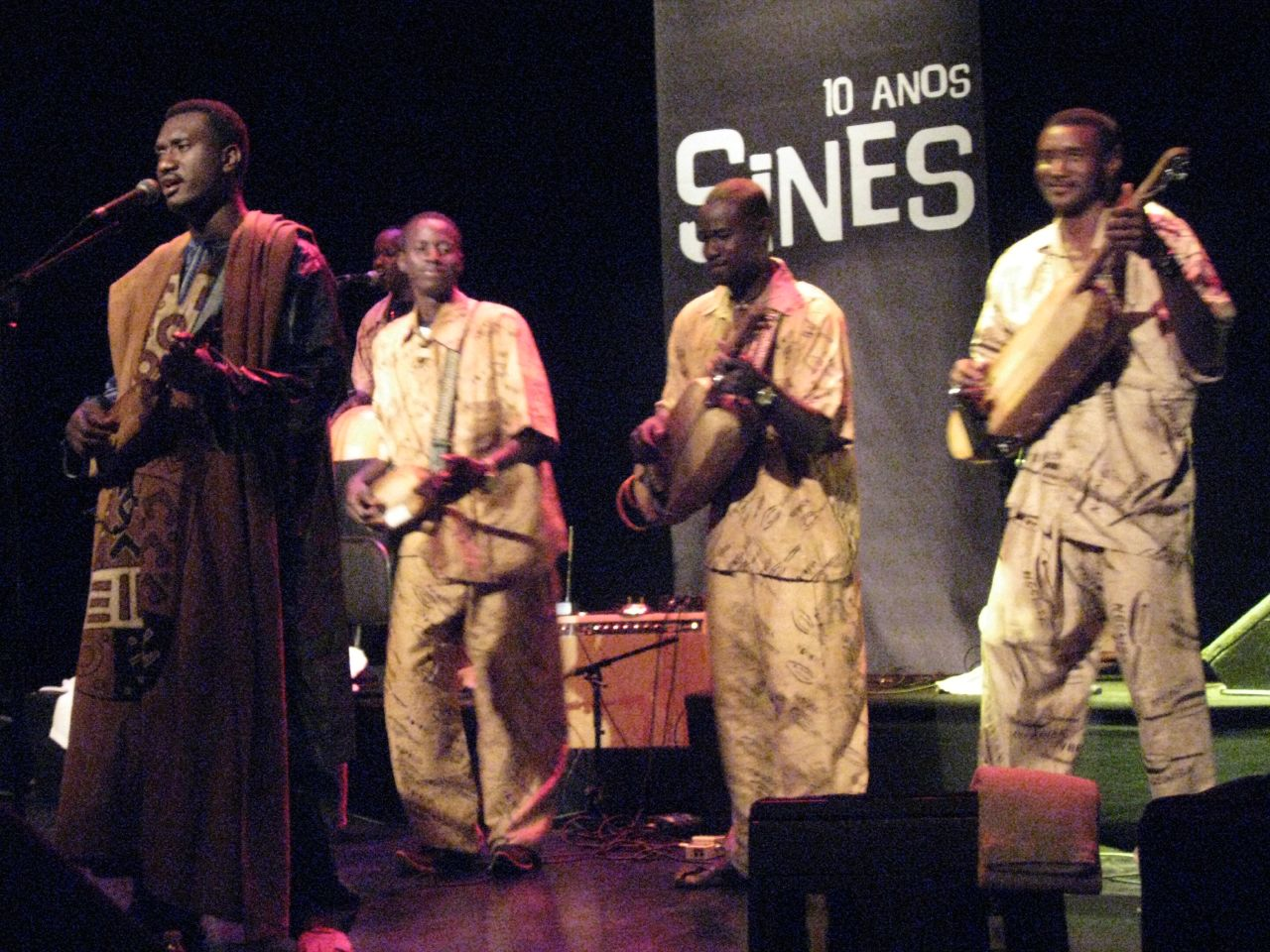
Bassekou Kouyaté och gruppen Ngoni ba spelar på olika Ngoni.

Instrumentet finns i olika storlekar med olika stämning men alla är stämda enligt den pentatoniska skalan. Ngoni spelas i stora delar av västra Afrika men förknippas mest med grioter i Mali och musikstilen Wassoulou.
Bland musiker som spelar ngoni kan nämnas Bassekou Kouyaté och Cheick Hamala Diabaté.